# 甲多错
甲多错（藏語：བརྒྱ་དོ་མཚོ།，威利转写：brgya do mtsho，THL：Gyado Tso）位于中国西藏自治区阿里地区改则县境内，地处改则县东部。湖面海拔4883米，面积40.3平方公里。湖区气候寒冷干燥，年均气温-5℃，年均降水量100～150毫米。湖水主要依靠泉水补给，集水区面积623.7平方公里，补给系数15.5。